# Спартак (футбольный клуб, Львов)
«Спартак» — советский футбольный клуб из Львова. Основан в 1940 году. Расформирован в 1950 году.
В период с 1946 по 1949 год принимал участие в первенстве СССР. Участник розыгрышей кубка СССР 1947 и 1949 годов.

## Достижения
- В первенстве СССР — 2-е место в зональном турнире (зона УССР), 6-е место в финале второй группы: 1949
- В кубке СССР — поражение в 1/2 финала зоны УССР: 1949
- Победитель кубка Львовской области: 1940

## Известные тренеры
- Соколов, Виктор Иванович.

## Известные игроки
- Воланин, Адам
- Габовский, Болеслав Йожефович
- Гурский, Казимеж
- Турко, Мирослав Филиппович
- Ханенко, Владимир Антонович